# Justicia diversifolia
Justicia diversifolia är en akantusväxtart som beskrevs av Jennings. Justicia diversifolia ingår i släktet Justicia och familjen akantusväxter. Inga underarter finns listade i Catalogue of Life.